# Unearthly Stranger
Străinul nepământean (titlu original: Unearthly Stranger) este un film SF britanic din 1964 regizat de John Krish. În rolurile principale joacă actorii John Neville, Gabriella Licudi și Phillip Stone.

## Distribuție
- John Neville ca Dr. Mark Davidson
- Philip Stone ca Prof. John Lancaster
- Gabriella Licudi ca Julie Davidson
- Patrick Newell ca Maj. Clarke
- Jean Marsh ca Miss Ballard
- Warren Mitchell ca Prof. Geoffrey D. Munro